# Роговская (Краснодарский край)
Роговска́я — станица в Тимашевском районе Краснодарского края России.
Административный центр Роговского сельского поселения.
Население 8233 чел. (2021).

## География
Станица находится на левом берегу степной реки Кирпили, в 20 км на северо-запад от Тимашёвска.
Протяжённость станицы по периметру составляет около 21 км.

## История
Куренное селение, основанное черноморскими казаками в 1794 году в числе первых сорока куреней на Кубани, сохранило старинное запорожское название Роговский. Название куреню дано по имени кошевого.
В 1842 году преобразовано в станицу Роговскую Тимашёвского района.
В 1934—1953 годах станица являлась центром Роговского района.
12 февраля 1943 года Красная Армия освободила станицу от немецко-фашистских захватчиков.

## Персоналии
В станице родился советский государственный деятель Иван Корнилович Козюля.

## Население
| 1939 | 1959  | 1979  | 2002  | 2010  | 2021  |
| ---- | ----- | ----- | ----- | ----- | ----- |
| 8240 | ↘6260 | ↗6959 | ↗8327 | ↘7864 | ↗8233 |

- Роговская // Энциклопедический словарь Брокгауза и Ефрона : в 86 т. (82 т. и 4 доп.). — СПб., 1890—1907.